# کره (رومانی)
شهر کره (به رومانیایی: Carei) در شهرستان ستو مره در کشور رومانی واقع شده‌است. جمعیت این شهر ۲۵٬۵۹۰ نفر  است.

## نگارخانه

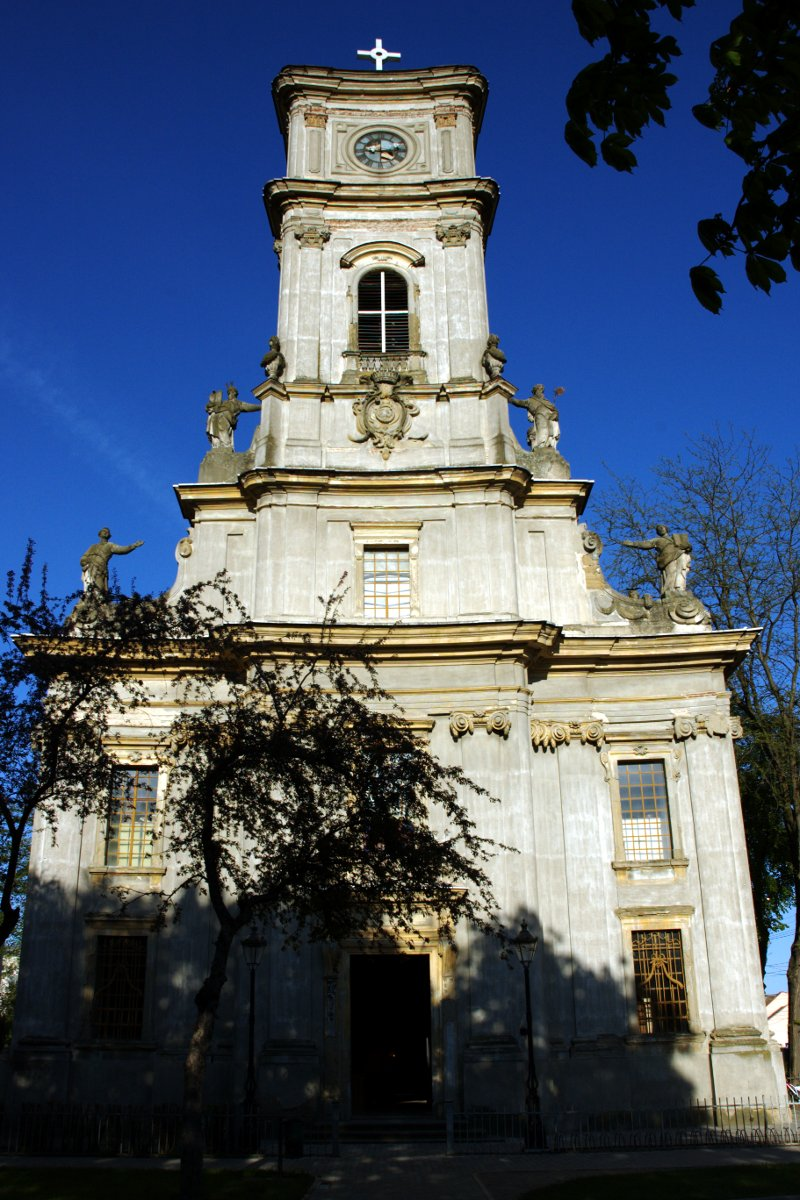
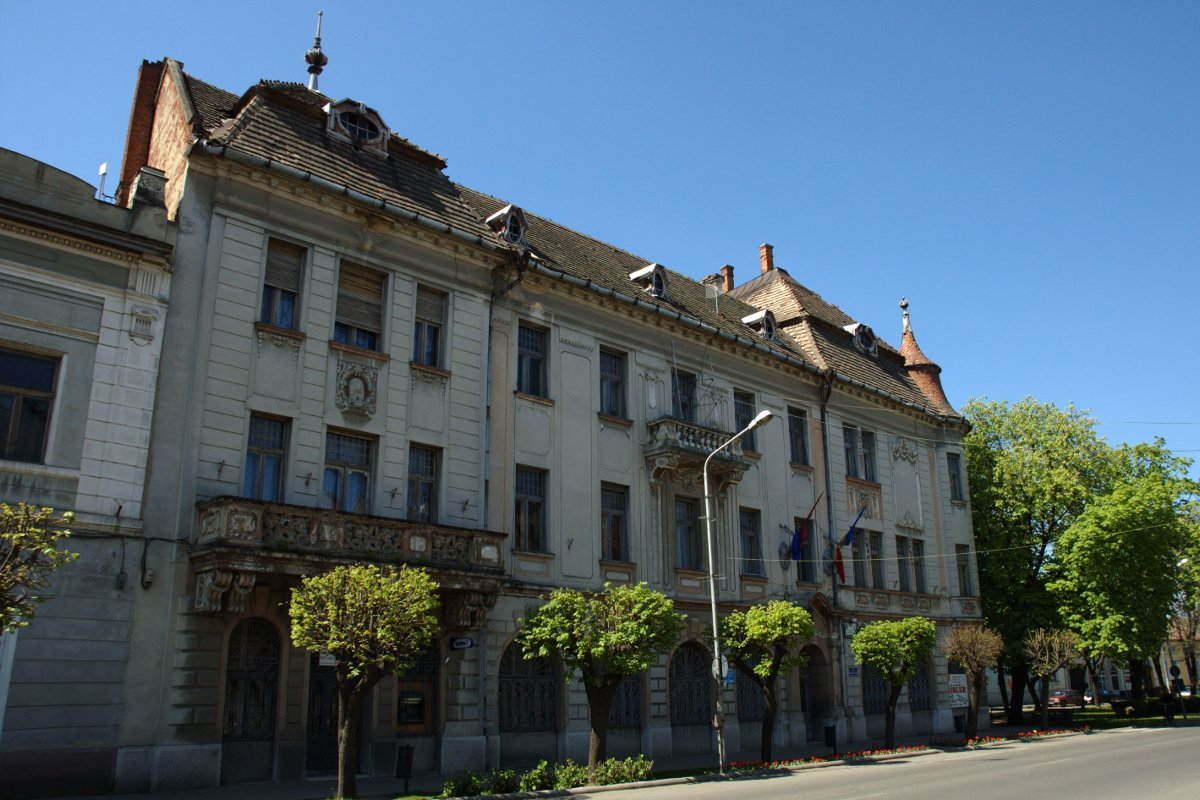
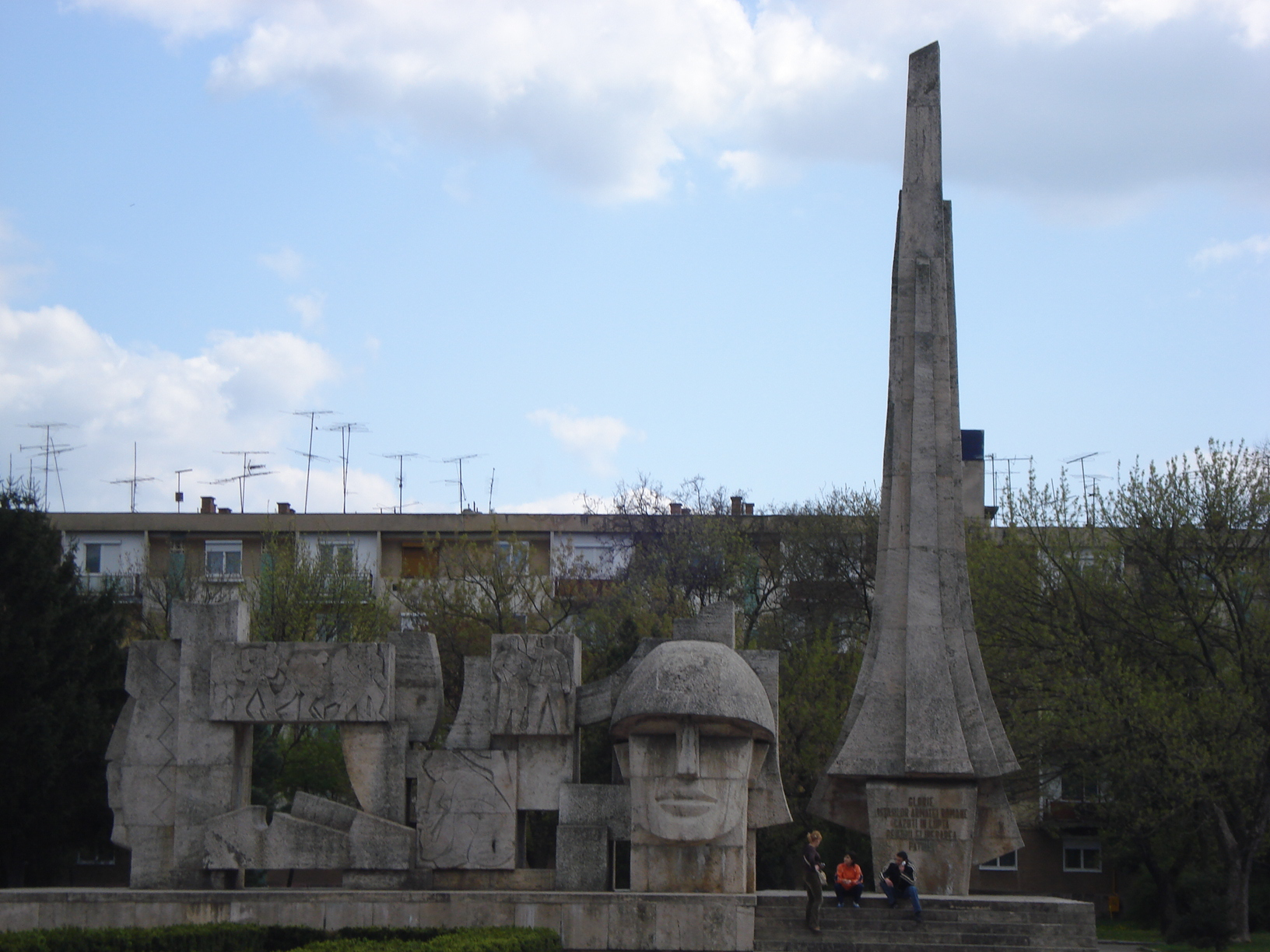
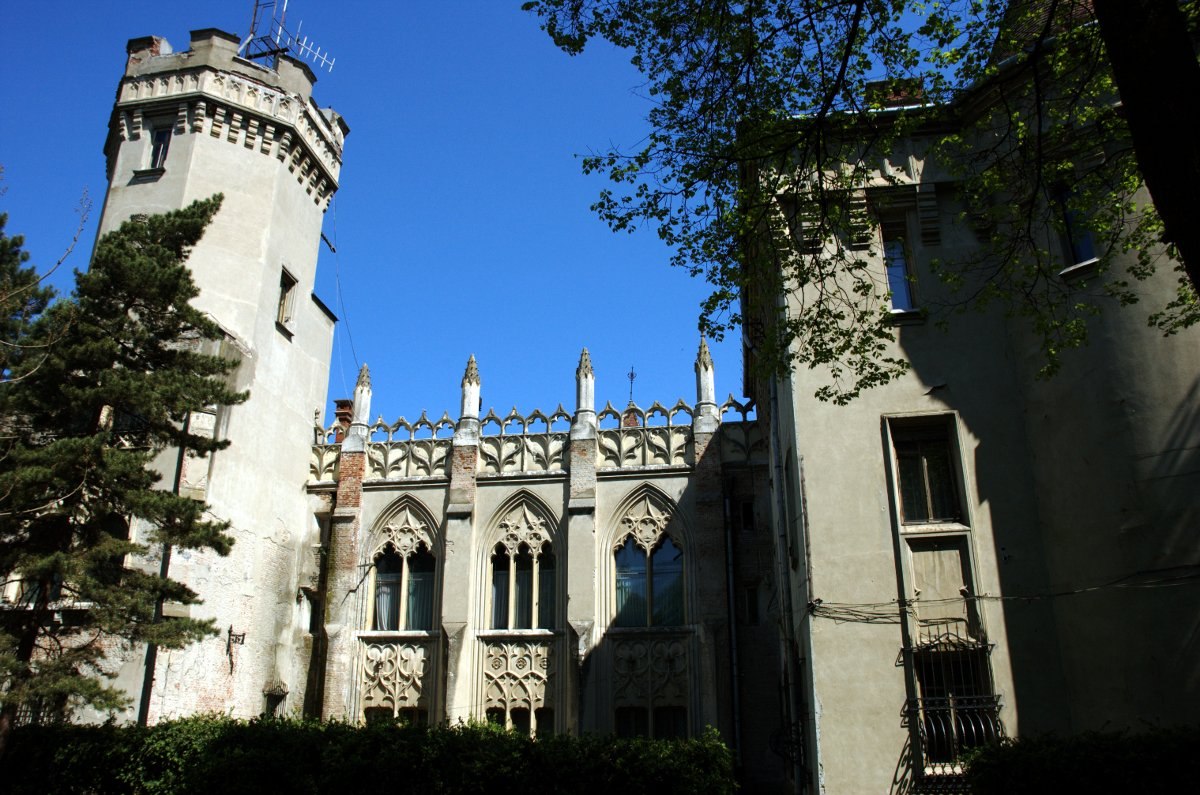
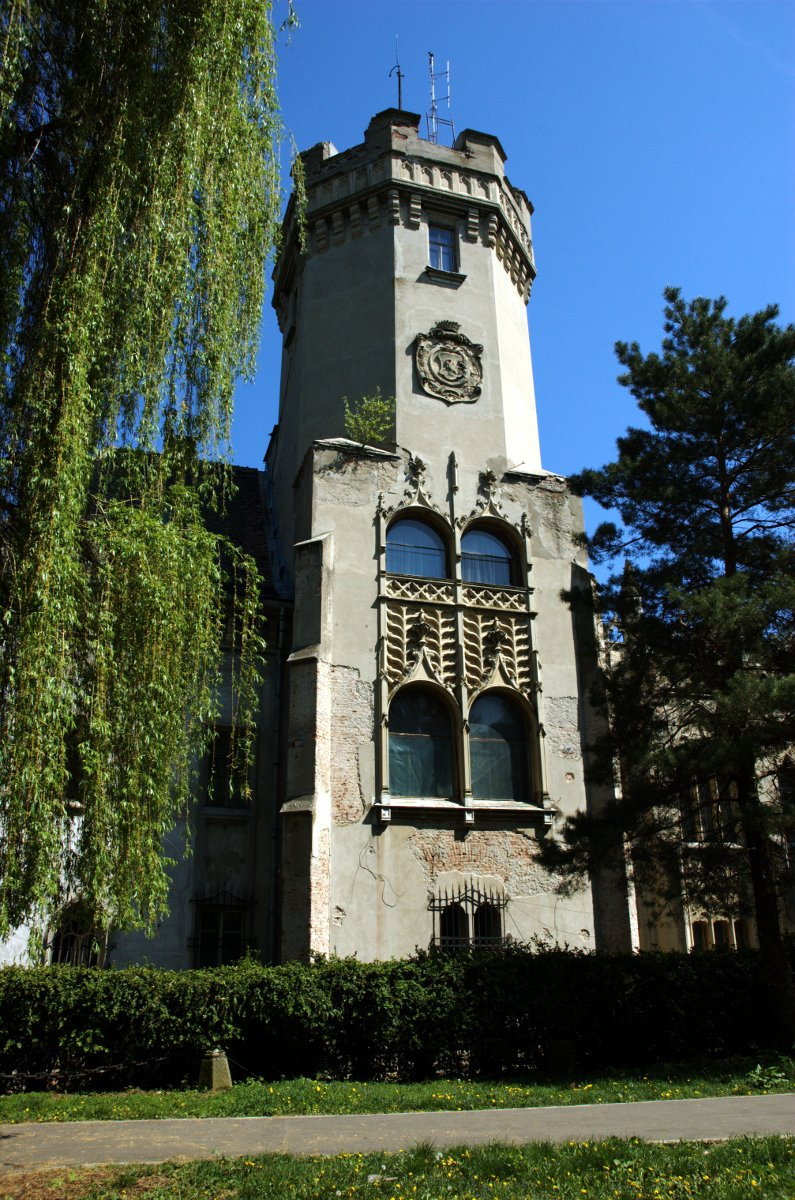
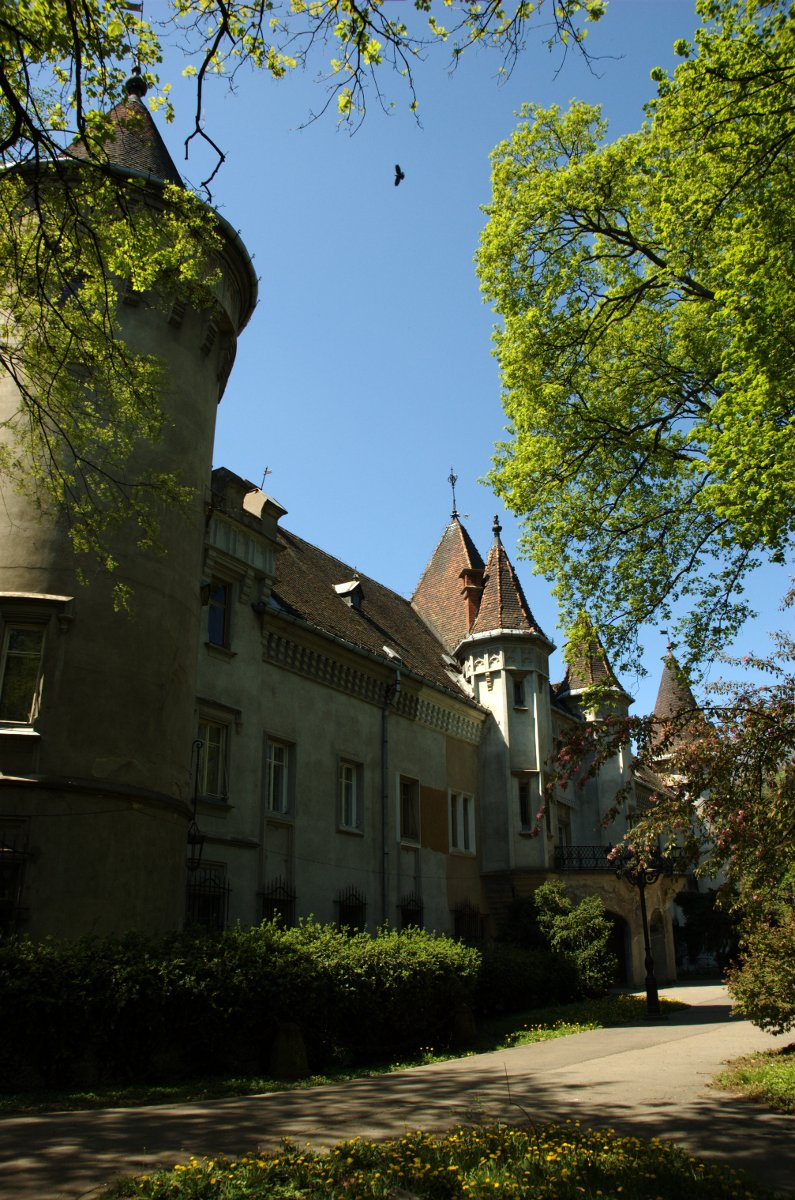
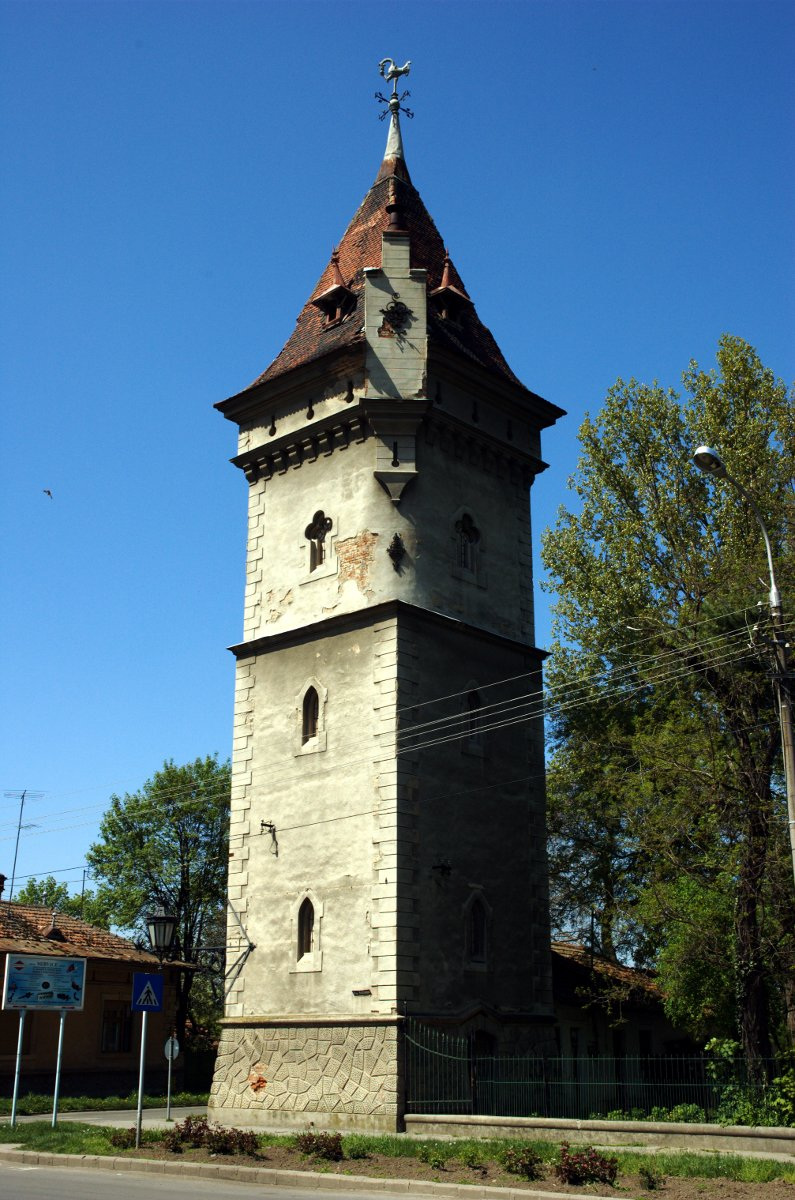